# Staurastrum varians
Staurastrum varians là một loài Song tinh tảo trong họ Desmidiaceae, thuộc chi Staurastrum.